# ساكوغان
ساكوغان (بالإنجليزية: Sakugan)‏ هو مسلسل أنمي ياباني من إنتاج إستوديد ساتلايت.تم عرضه في 7 أكتوبر 2021 على قنوات تلفزيون طوكيو متروبوليتن،أم بي أس تي في ونيبون بي إس برودكاستين.